# Ахтырка (Московская область)
Ахты́рка — деревня в Сергиево-Посадском районе Московской области России, входит в состав городского поселения Хотьково.

## Население
| 1859 | 1886 | 1890 | 1899 | 1926 | 2002 | 2006 | 2010 |
| ---- | ---- | ---- | ---- | ---- | ---- | ---- | ---- |
| 136  | ↗160 | ↗205 | ↘102 | ↗337 | ↘77  | ↗83  | ↘73  |

## История
Село Ахтырка неподалёку от Хотьково известно с 1504 года. До конца XVIII века оно носило название Дудкино (Дуткино). С середины XVIII века селом владели князья рода Трубецких. В 1772 году в селе была выстроена деревянная церковь в честь Ахтырской иконы Божией Матери и оно стало называться по храму — Ахтыркой.
В первой четверти XIX века по заказу Трубецких в Ахтырке был построен усадебный комплекс, который не имел себе равных на северо-востоке Подмосковья. Основная часть построек, включая усадебный дом, уничтожена в советское время.
В конце XIX века административно Ахтырка относилась к Митинской волости Дмитровского уезда. В 1852 году в ней проживало 156 человек. С середины 1920-х годов село входило в состав Хотьковской волости Сергиевского уезда. В 1924 году в нём насчитывалось 78 дворов и 330 жителей. Крестьяне сбывали молоко в Москву, пользуясь близостью железной дороги. До 1959 года Ахтырка была центром Ахтырского сельсовета.
В Ахтырке был развит промысел — художественная выделка бытовых предметов, начало которому было положено столярной мастерской в Абрамцеве. В 1931 году в Ахтырке был образован промколхоз — смешанная артель с ведением сельского хозяйства и кустарничеством. Артель делала шкатулки, шкафчики, декоративные тарелки, лоточки; детские стульчики. Электричество в Ахтырке появилось после сооружения на реке Воре собственной малой гидроэлектростанции в 1947 году.
С Ахтыркой связана история картины Виктора Васнецова:
Алёнушка, как будто она давно жила в моей голове, но реально я увидел её в Ахтырке, когда встретил одну простоволосую девушку, поразившую моё воображение…

## Известные уроженцы
- Трубецкой, Григорий Николаевич (1873—1930) — русский общественный, церковный и политический деятель, дипломат, публицист.